# اوبانژ (کمون)
اوبانژ (به فرانسوی: Aubinges) یک کمون در فرانسه است که در canton of Aix-d'Angillon واقع شده‌است. اوبانژ ۱۰٫۹۷ کیلومتر مربع مساحت دارد ۲۰۰ متر بالاتر از سطح دریا واقع شده‌است.